# Svetlana (zangeres)
Claire de Loutchek, beter bekend onder haar artiestennaam Svetlana, is een Franse zangeres.

## Biografie
Svetlana bracht in 1981 haar eerste single uit. Een jaar later werd ze door de Luxemburgse openbare omroep geselecteerd om Luxemburg te vertegenwoordigen op het Eurovisiesongfestival 1982. Met het nummer Cours après le temps eindigde ze op de zesde plek. In totaal zou ze vier singles uitbrengen. Na een lange droogte volgde in 2013 een compilatiealbum.
1956: Michèle Arnaud + Michèle Arnaud · 
1957: Danièle Dupré · 
1958: Solange Berry · 
1960: Camillo Felgen · 
1961: Jean-Claude Pascal · 
1962: Camillo Felgen · 
1963: Nana Mouskouri · 
1964: Hugues Aufray · 
1965: France Gall · 
1966: Michèle Torr · 
1967: Vicky Leandros · 
1968: Chris Baldo & Sophie Garel · 
1969: Romuald · 
1970: David Alexandre Winter · 
1971: Monique Melsen · 
1972: Vicky Leandros · 
1973: Anne-Marie David · 
1974: Ireen Sheer · 
1975: Geraldine · 
1976: Jürgen Marcus · 
1977: Anne-Marie Besse · 
1978: Baccara · 
1979: Jeane Manson · 
1980: Sophie & Magaly · 
1981: Jean-Claude Pascal · 
1982: Svetlana · 
1983: Corinne Hermès · 
1984: Sophie Carle · 
1985: Margo, Franck, Diane, Ireen, Malcolm & Chris · 
1986: Sherisse Laurence · 
1987: Plastic Bertrand · 
1988: Lara Fabian · 
1989: Park Café · 
1990: Céline Carzo · 
1991: Sarah Bray · 
1992: Marion Welter & Kontinent · 
1993: Modern Times · 
2024: Tali · 
2025: Laura Thorn
- Bibliothèque nationale de France: cb139844105 (data)
- Gemeinsame Normdatei: 1220227099
- International Standard Name Identifier: 0000 0001 1871 3306
- Library of Congress Control Number: nr93011963
- MusicBrainz: fcf6b773-af0c-4103-85d7-17dc4d9b1664
- Nederlandse Thesaurus van Auteursnamen: 39723578X
- Réseau des bibliothèques de Suisse occidentale: 02-A005864302
- Système universitaire de documentation: 079234011
- Virtual International Authority File: 58951687
- WorldCat: E39PBJdh679fwfpcDKbPKGrrMP